# Bäckerbichl
Der Bäckerbichl ist ein geschütztes Naturdenkmal und ein Geotop im Ortsteil Erling der Gemeinde Andechs im Landkreis Starnberg. Weiteren Schutz gewährt ihm seine Lage im Landschaftsschutzgebiet „Westlicher Teil des Landkreises Starnberg“ und dem FFH-Gebiet „Moränenlandschaft zwischen Ammersee und Starnberger See“.

## Geschichte
Der Bäckerbichl wurde am 9. August 1979 vom Landratsamt Starnberg in den Schutzstatus eines Naturdenkmals erhoben, um die Moränenkuppe in ihrer Erscheinungsform zu erhalten und den seltenen Pflanzenbestand zu schützen. Der Hügel befand sich damals im Besitz der Erlinger Bäckersfamilie, von der er seinen umgangssprachlichen Namen hat. Um das Jahr 2000 wurde er vom Landkreis Starnberg erworben.

## Geografie und Geologie
Die Landschaft um Andechs ist ein Relikt der letzten Eiszeit. Der Isar-Loisach-Gletscher überdeckte weite Teile des Alpenvorlandes und ließ stellenweise beim Abschmelzen den im Eis enthaltenen Gesteinsschutt als relativ steilen Hügel zurück. Die Form dieser Erhebungen gleicht häufig einem künstlich angelegten Grabhügel und erhielt daher durch Geologen in Bayern die Bezeichnung Tumulus.
Beim Bäckerbichl handelt es sich um einen solchen Tumulus. Er liegt auf einer Höhe von 726 m ü. NN in der Isar-Loisach-Jungmoränenregion und bedeckt eine Fläche von 8000 Quadratmetern.

## Flora und Fauna

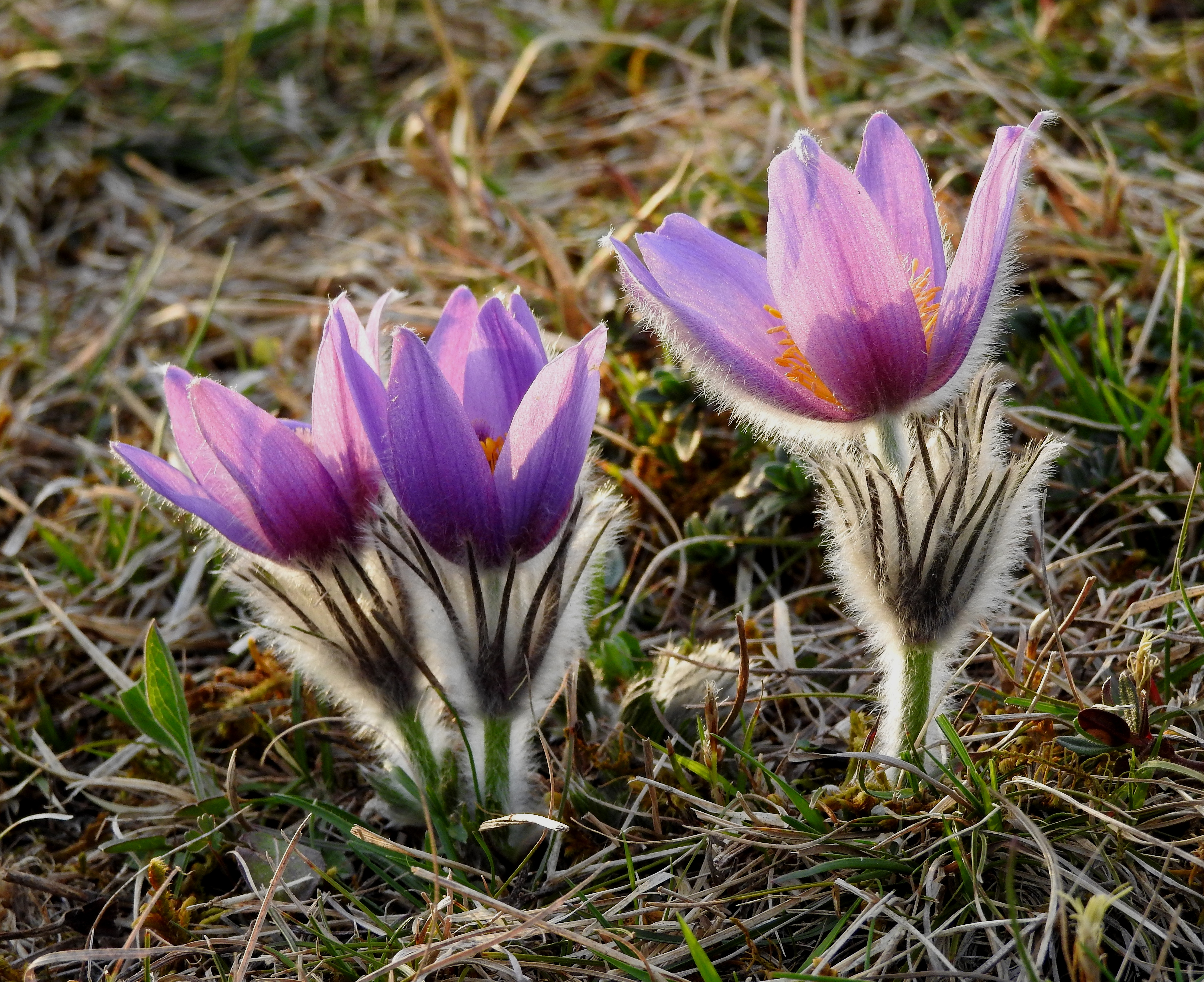
Kuhschellen auf dem Bäckerbichl

Der Bäckerbichl gehört zum Biotopkomplex „Mesnerbichl-Seachtn-Bäckerbichl“. Da sich der Boden mit dem bis an die Oberfläche reichenden kantigen Kies des Moränenschotters noch nie lohnend bewirtschaften ließ, blieb auf dem von landwirtschaftlichen Nutzflächen umgebenen Hügel auch für inzwischen selten gewordene Pflanzen ein natürlicher Lebensraum erhalten. Die vorhandene artenreiche Magerrasenvegetation gilt als besonders wertvoll.

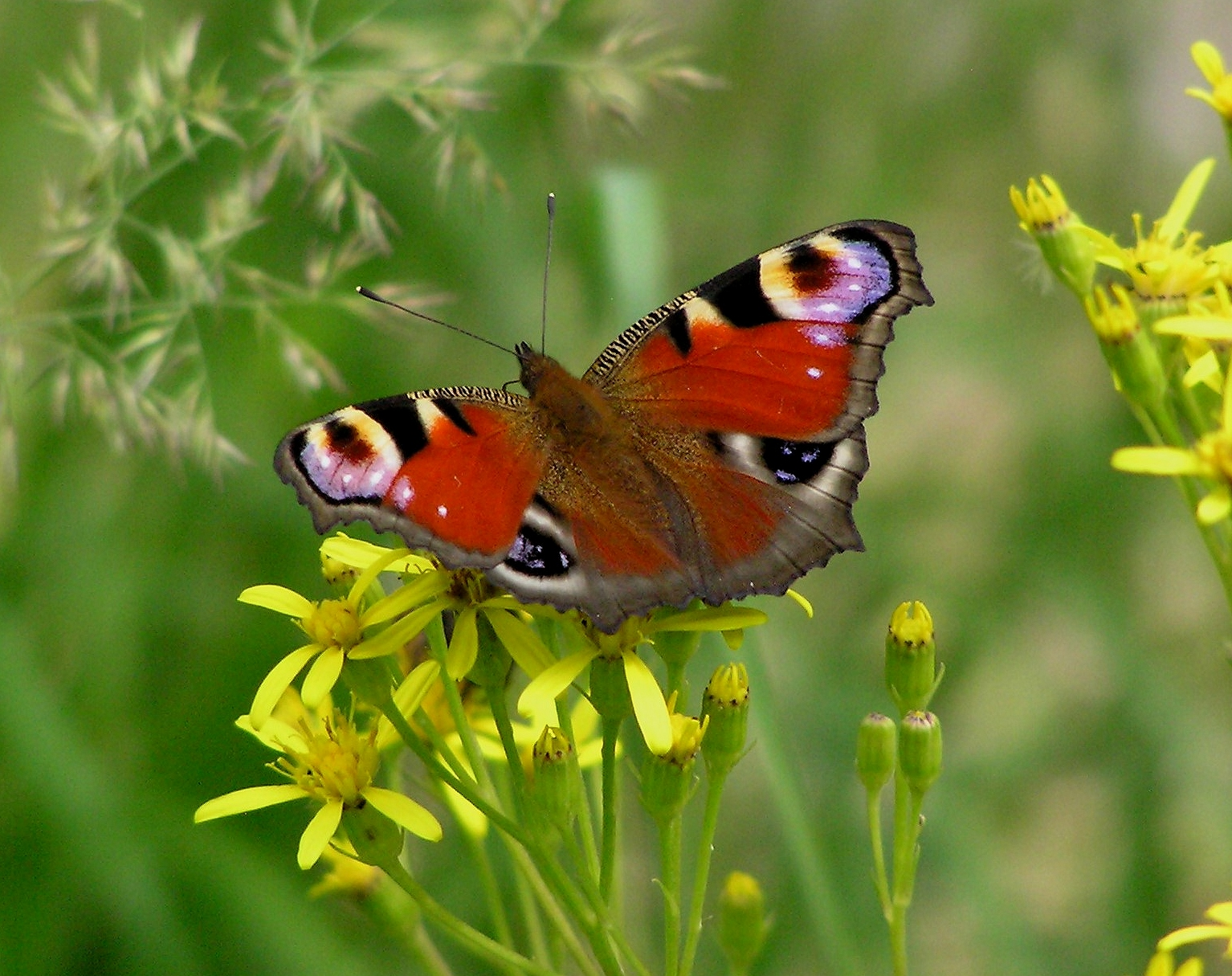
Pfauenauge auf einer Blüte auf dem Bäckerbichl

Blühende Kuhschellen tauchen die Flur schon zeitig im Frühjahr in ein violettes Farbbad. Von den besonders zu erwähnenden Pflanzen blühen etwas später im Jahr der Echte Alpenenzian und im Hochsommer die Silberdistel. Die Fülle der Blüten lockt eine Vielzahl von Insekten wie Bienen, Schmetterlinge oder Käfer an, die bei ihrer Nahrungssuche die Pflanzen bestäuben und damit einen wichtigen Beitrag zum Erhalt der natürlichen Vegetation auf dem Bäckerbichl leisten.